# Lygromma nicolae
Espèce
Lygromma nicolae est une espèce d'araignées aranéomorphes de la famille des Prodidomidae.

## Distribution
Cette espèce est endémique de l'île Cocos au Costa Rica.

## Description
Le mâle holotype mesure 4,30 mm et la femelle paratype 5,60 mm.

## Systématique et taxinomie
Cette espèce a été décrite par Víquez en 2020.

## Étymologie
Cette espèce est nommée en l'honneur de Nicole Angélica Víquez Chaves.

## Publication originale
- Víquez, 2020 : « Arachnofauna (Arachnida) de la Isla del Coco, Costa Rica, con la descripciónde tres nuevas especies. » Revista de Biología Tropical, vol. 68, Suppl. 1, p. S115-S143 (texte intégral).